# Братья Тавиани
Па́оло и Витто́рио Тавиа́ни (итал. Paolo e Vittorio Taviani) — итальянские кинорежиссёры и сценаристы. Все картины были сняты братьями вдвоём. Лауреаты «Золотой пальмовой ветви» (1977), «Золотого Георгия» (2002) и «Золотого медведя» (2012). Несколько фильмов сняты братьями по мотивам произведений Л. Н. Толстого.

## Биография
Витторио и Паоло Тавиани родились соответственно 20 сентября 1929 года и 8 ноября 1931 года в Сан-Миниато. Братья начинали как организаторы киноклубов в Пизе и Риме. В кинематограф пришли с 1952 года, приняв участие в работе над фильмом «Соперничество». Позднее с Валентино Орсини сняли несколько короткометражных документальных фильмов.
Первые художественные фильмы Тавиани — «Человек, которого нужно сжечь» (1962) и «Брачное беззаконие» (1963) рассказывали о проблеме сицилийской мафии.
В 1977 году братья поставили фильм «Отец-хозяин» по автобиографической книге профессора-лингвиста Гавино Ледды о жизни мальчика, который в возрасте 7 лет ушёл в горы пасти овец. Он вернулся только спустя 10 лет, всё это время не видя людей. Бросив вызов отцу-хозяину, молодой человек отправляется в город, где поступает сначала в школу, а затем в университет, становясь в итоге профессором. Картина получила «Золотую пальмовую ветвь» Каннского кинофестиваля.
В 1982 году Тавиани сняли фильм-притчу «Ночь святого Лоренцо» об итальянских крестьянах из Тосканы, которые в последние дни Второй мировой войны отправились навстречу войскам-союзникам (американскому десанту), но попали в засаду местных фашистов. Фильм был удостоен Гран-при Каннского кинофестиваля и номинирован на премию «Оскар».
После смерти Витторио Тавиани второй брат, Паоло, снял фильм «Прощай, Леонора» (2022).
Паоло Тавиани умер от отёка лёгких 29 февраля 2024.

## Фильмография
- 1954 — Сан-Миниато, июль 1944 года / San Miniato luglio ´44
- 1962 — Человек, которого нужно сжечь / Un uomo da bruciare (совместно с В. Орсини)
- 1963 — Брачное беззаконие / I fuorilegge del matrimonio
- 1967 — Мятежники / I sovversivi
- 1969 — Под знаком Скорпиона /  Sotto il segno dello scorpione
- 1973 — У святого Михаила был петух / San Michele aveva un gallo
- 1974 — Вперёд, сыны отечества! / Allonsanfan
- 1977 — Отец-хозяин / Padre padrone
- 1979 — Поляна / Il prato
- 1982 — Ночь святого Лоренцо / La notte di San Lorenzo
- 1984 — Хаос /  Kaos (по мотивам произведений Луиджи Пиранделло)
- 1987 — Доброе утро, Вавилон /  Good morning Babilonia
- 1990 — И свет во тьме светит / Il sole anche di notte (вольная экранизация повести Льва Толстого «Отец Сергий»)
- 1993 — Флореаль / Fiorile
- 1996 — Избирательное сродство / Le affinità elettive (по одноимённому роману Гёте)
- 1998 — Ты смеёшься / Tu ridi (по произведениям Луиджи Пиранделло)
- 2001 — Воскресение / Resurrezione (по одноимённому роману Льва Толстого)
- 2004 — Луиза Санфеличе / Luisa Sanfelice (по роману Александра Дюма)
- 2007 — Гнездо жаворонка /  La Masseria delle allodole
- 2011 — Цезарь должен умереть /  Cesare deve morire
- 2015 — Декамерон /  Maraviglioso Boccaccio
- 2017 — Личные обстоятельства / Una Questione Privata

## Награды
- «Золотая пальмовая ветвь» Каннского кинофестиваля 1977 года за фильм «Отец-хозяин».
- Гран-при Каннского кинофестиваля 1982 года и номинация на «Золотую пальмовую ветвь» за фильм «Ночь святого Лоренцо».
- «Золотой Георгий» Московского международного кинофестиваля 2002 года за фильм «Воскресение».
- «Параджановский тайлер» (2007) — премия имени Параджанова за вклад в мировой кинематограф, вручённая на Ереванском кинофестивале «Золотой Абрикос»[1]
- Награда президента Армении «За вклад в дело международного признания геноцида» (2007)[1].
- «Золотой медведь» Берлинского кинофестиваля 2012 года за фильм «Цезарь должен умереть».